# Keilformation
Die Keilformation ist eine Angriffsformation. Die angreifenden Kräfte werden in Keil- oder V-Form aufgestellt. Wenn die Spitze des Keils die feindliche Linie durchbrechen kann, wird der Durchbruch von den nachfolgenden Angreifern erweitert. Durch die Angriffe der nachfolgenden Kräfte wird die Aufmerksamkeit des Gegners von der Spitze abgelenkt und diese dadurch geschützt.
Die Taktik beruht auf Schwung und Durchschlagskraft. Wenn die Keilspitze gestoppt wird, kann die Keilformation eingekesselt werden. Siehe auch Panzerkeil.

## Siehe
- Cuneus (Militär)